# Passage des Martyrs
Passage des Martyrs är ett sund i Antarktis. Det ligger i Östantarktis. Frankrike gör anspråk på området.